# Fungiacyathus stephanus
Fungiacyathus stephanus är en korallart som först beskrevs av Alcock 1893.  Fungiacyathus stephanus ingår i släktet Fungiacyathus och familjen Fungiacyathidae. Inga underarter finns listade i Catalogue of Life.